# Fardin Hakimi
Fardin Hakimi (* 5. September 1995 in Bazarak, Panjshir) ist ein afghanischer Fußballspieler, der beim afghanischen Erstligisten Tofan Harirod spielt.

## Karriere
Hakimi begann seine Karriere beim afghanischen Verein Oqaban Hindukush, wo er in der Saison 2013 den vierten Platz erreichte. In der Saison danach wurde man sogar überraschend Vizemeister nach der Finalniederlage gegen Shaheen Asmayee (2:3 n. V.). Zur Saison 2015 wechselte der Mittelfeldspieler dann zum Finalgegner. Wieder wurde man Vizemeister, diesmal nach der Niederlage im Finale gegen De Spinghar Bazan (3:4 n. E.). In fünf Spielen gelang ihm ein Tor. Zur nächsten Saison wechselte der Mittelfeldspieler zu Tofan Harirod.
Sein Debüt in der Nationalmannschaft absolvierte Hakimi beim Freundschaftsspiel gegen Pakistan (1:2). Zudem nahm er an der Südasienmeisterschaft 2015 teil, wo man Vize-Südasienmeister wurde. Hakimi kam dabei in zwei Spielen zum Einsatz.

## Erfolge
Nationalmannschaft
- Vize-Südasienmeister: 2015

Oqaban Hindukush
- Afghanischer Vizemeister: 2014

Shaheen Asmayee
- Afghanischer Vizemeister: 2015